# Egzekucja w Gallenbach
Egzekucja w Gallenbach – egzekucja polskiego robotnika przymusowego Stefana Dudy wykonana na podstawie „polskich dekretów” pod zarzutem „zhańbienia rasy” (niem. Rassenschande). Egzekucja odbyła się 10 października 1941 r. w Gallenbach (od 1978 część Taufkirchen) w Niemczech.
Robotnik przymusowy Stefan Duda (ur. 19 lutego 1915 r. w Ociesękach) został przydzielony rodzinie chłopskiej Mayerhofer w Gallenbach jako robotnik rolny. Córka gospodarzy, Anna, zakochała się w młodym mężczyźnie, chociaż takie związki były potępiane jako „zhańbienie rasy”. Oboje zostali pociągnięci do odpowiedzialności przez system nazistowski i na mocy „polskich dekretów” Stefana Dudę uwięziono w obozie koncentracyjnym KL Dachau, a dziewięć miesięcy później esesmani z obozu w Dachau przywieźli go do Gallenbach wraz z szubienicą i publicznie powiesili w pobliżu miejscowej gospody w obecności miejscowej ludności oraz polskich robotników przymusowych.
Anna Mayerhofer przez rok przebywała w areszcie policyjnym w więzieniu sądu okręgowego w Mühldorf am Inn, została zwolniona tylko na krótki czas, a następnie gestapo uwięziło ją w obozie koncentracyjnym Ravensbrück (więźniarka nr 9475/4527). Została zwolniona z obozu w październiku 1942 r.
Amerykański historyk John Joseph Delaney, profesor historii na Kutztown University of Pennsylvania, opisał przypadek Stefana Dudy w 1995 r. w rozprawie doktorskiej Rural Catholics, Polish workers and Nazi racial policy in Bavaria („Katolicy, polscy robotnicy rolni a nazistowska polityka rasowa w Bawarii”).
Dziennikarz Thomas Grasberger, prowadząc badania historyczne do swojej książki Stenz. Lust des Südens w Archiwum Miejskim w Mühldorf i Archiwum Państwowym w Monachium, natrafił na dokumentację na temat losów Stefana Dudy, które opisał w rozdziale „Zakazana miłość”. Po wieczorze autorskim Thomasa Grasbergera 4 listopada 2013 r. w gospodzie w Gallenbach, na który przybyło 130 mieszkańców, odbyła się dyskusja na temat wydarzeń z okresu III Rzeszy.
15 maja 2014 r. w Gallenbach uroczyście odsłonięto tablicę pamiątkową z napisem w języku niemieckim, którego tłumaczenie brzmi:
Stefan Duda, ur. 19 lutego 1915 r., młody polski robotnik przymusowy z powiatu kieleckiego został tu zamordowany 10 października 1941 r. przez gestapo i SS podczas egzekucji publicznej.
Miłość między nim a młodą kobietą z Taufkirchen sprzeciwiała się rasistowskiej ideologii nazistowskiego reżimu.
Ten kamień pamiątkowy został odsłonięty 15 maja 2014 r. jako wyraz szacunku dla Stefana Dudy i żywych uczuć ludzkości.
„Prawdziwą miarą życia jest pamięć” – Walter Benjamin.
Tablica pamiątkowa zaprojektowana przez rzeźbiarkę Franziskę Kreipl-Poller powstała z inicjatywy właścicieli miejscowej gospody Claudii Häußler-Maier i Hilariusa Häußlera mimo wotum radnych, którzy 7 głosami do 6 odrzucili tą inicjatywę. Teatr szkolny gimnazjum w Gars (powiat Mühldorf am Inn) przygotował inscenizację historii Stefana Dudy i Anny Mayerhofer i 6 marca 2015 r. wystawił ją jako przedstawienie Stein des AnDenkens (pol. Kamień pamięci). Gościem honorowym na przedstawieniu była konsul generalny RP Justyna Lewańska.
Zamieszkały w Bawarii polski artysta malarz Andrzej Białas odnalazł rodzinę ofiary mieszkającą w Ociesękach. 5 maja 2019 członkowie rodziny Dudów mogli uczestniczyć w nabożeństwie majowym przed tablicą pamiątkową w Gallenbach.